# Домбровський кар'єр
Домбровський кар'єр (Домбровське озеро, Калуське море) — затоплений соляний кар'єр в місті Калуш Івано-Франківської області, що був з 1967 по 2003 рік місцем видобутку калієво-магнієвих солей. З 2008 року розпочалося поступове затоплення відкритої шахти у зв'язку з припиненням роботи насосних станцій. У 2008–2010 роках затоплення прискорилося у зв'язку із значним притоком прісних вод із річки Сівка (прорив з північного борту) та рясними атмосферними опадами. У червні 2020 року р. Сівка прорвалася у кар'єр вдруге. Станом на січень 2021 року Домбровський кар'єр рівень води в кар'єрі знаходиться в діапазоні 282–283 м н. р. м. Перетікання води з кар'єру у обвідний канал відбудеться при досягненні рівня 288 м н. р. м.
Домбровське озеро — штучного (власне сам котлован) і природного походження (наповнення підземними та поверхневими водами), попередньо тут видобували калійну сіль, але після призупинення розробки кар'єр затопили підземні джерела та поверхневі води, а також атмосферні опади, і утворилось озеро площею близько 100 Га. Площа озера продовжує збільшуватися.

## Загальний опис
Домбровський кар'єр розташований поблизу міста Калуш (49° 01′ 34,18″ пн. ш., 24° 19′ 24,74″ сх. д.). У листопаді 2015 р. соляне озеро було довжиною 1770 м, шириною 260–450 м і глибиною 85 м. В даний час річний приплив становить близько 2 млн м³ щороку, що спричиняє річний приріст рівня води приблизно на 2–4 м (у 2015 році — 4 метри, у 2020 році близько 1 м у рік). Зменшення швидкості приросту рівня води пов'язане зі значним розширенням площі самого озера. Кар'єрне озеро станом на листопад 2015 року накопичило понад 20 мільйонів м³ розсолу. Схили Домбровського озера складаються із соленосного шару та глиняної шапки. Солоність підвищується випадковими зсувами глинистих і четвертинних гравіїв, які покривають берег. Дно Домбровського озера вкрите шаром глини товщиною 20 м.
Навколо кар'єру знаходиться обвідний канал, що оточує його з усіх сторін окрім північного борту. Канал побудований з метою відмежування солоного кар'єру від водоносного горизонту. Вода у обвідному каналі станом на 2020 рік була прісною, місцеві жителі займаються рибальством.

### Прогноз
Цілковите наповнення чаші Домбровського кар'єру очікується до 2025 року за умови підняття рівня води до позначки 288 м н. р. м.. Вода з переповненого кар'єру перетікатиме в обвідний канал на північно-західному борті.

## Хімічний склад води Домбровського озера
Висока мінералізація ектогенної води Домбровського озера створює неабияке водне середовище. Кар'єр ще не повністю заповнений водою, і склад води не досяг свого остаточного хімічного складу через приплив нової води та змішування прісної води та розсолу. На відміну від типових мероміктних озер, які, як правило, поділяються на три шари (епілімніон, гіполімніон, мономолімніон), озеро Домбровського кар'єру має лише два окремі шари: тонкий (близько 10 м) верхній насичений киснем епілімніон та потужний (близько 75 м) аноксичний гіперсаліновий мономолімніон. Два шари не змішуються, і в цьому сенсі Домбровське озеро є досить унікальним. Тенденції змін у хімічному складі кар'єрної води підтверджують гіпотезу про те, що після повного заповнення кар'єру озеро матиме верхній шар прісної або солонуватої води і нижній солоний монолімніон. Прогнозується поступове збільшення товщини верхнього, оксичного (міксолімнієвого) шару. Потужний нижній, насичений солями аноксичний шар, залишиться. Передбачити кінцеву солоність верхнього шару, чи буде це прісна чи солонувата вода, проблематично в силу постійних змін у хімічному складі у зв'язку з динамічним наповненням як солоними поверхневими струмками так і атмосферними опадами та підземними джерелами.

## Геологія
Геологічний розріз калійного родовища складається з трьох основних елементів:
1. соленосної брекчії та калійних руд
2. глинистої кори вивітрювання
3. четвертинних гальковиків та суглинків.

Калійна руда полімінеральна. Вона складається з легко розчинних галіту, каїніту, сильвіну і слабо розчинних лангбейніту, кізериту, полігаліту, ангідриту. Соленосна брекчія, крім перелічених мінералів, містить до 15–17 % нерозчинних, переважно глинистих, домішок. Глиниста кора вивітрювання складається із глин та пісковиків, зцементованих галітом, вміст якого доходить до 45 %. Четвертинні відкладення представлені гальковиками потужністю 2–18 м і суглинками товщиною 2,5–6 м. У південній частині кар'єру схили складаються в основному із соленосних брекчій, а в північній — з руди.

## Флора та фауна
У Домбровському озері станом на 2015 рік спостерігалася багата популяція дрібних нанопланктонних гетеротрофних джгутикових діаметром близько 2 мкм та одноклітинних водоростей. Аналіз концентрацій хлорофілу підтвердив наявність водоростей з різних систематичних таксонів. Хлорофіл був присутній у низьких концентраціях по всьому озеру за межами діапазону пропускання світла. Окрім джгутикових, спостерігались живі інфузорії та один вид крутокрилих. Виявлені поодинокі попелиці та акарина. Серед автотрофних сестонових організмів знайдені представники видів Bacillariophyta та Ceratium. У червні 2015 року зафіксовано живу коловоротку Brachionus plicatilis та два види інфузорій — Paradileptus elephantinus та Tindinnidium. Окрім живих організмів, у 2015 році було виявлено декілька мертвих коловерток, кладоцеранів та копепод, загалом 19 видів.
У листопаді 2015 року єдиним зафіксованим живим видом був B. plicatilis, а найпростіші були відсутні. Включаючи мертві організми відмічено загалом 10 видів.

## Фотогалерея

### Терикони

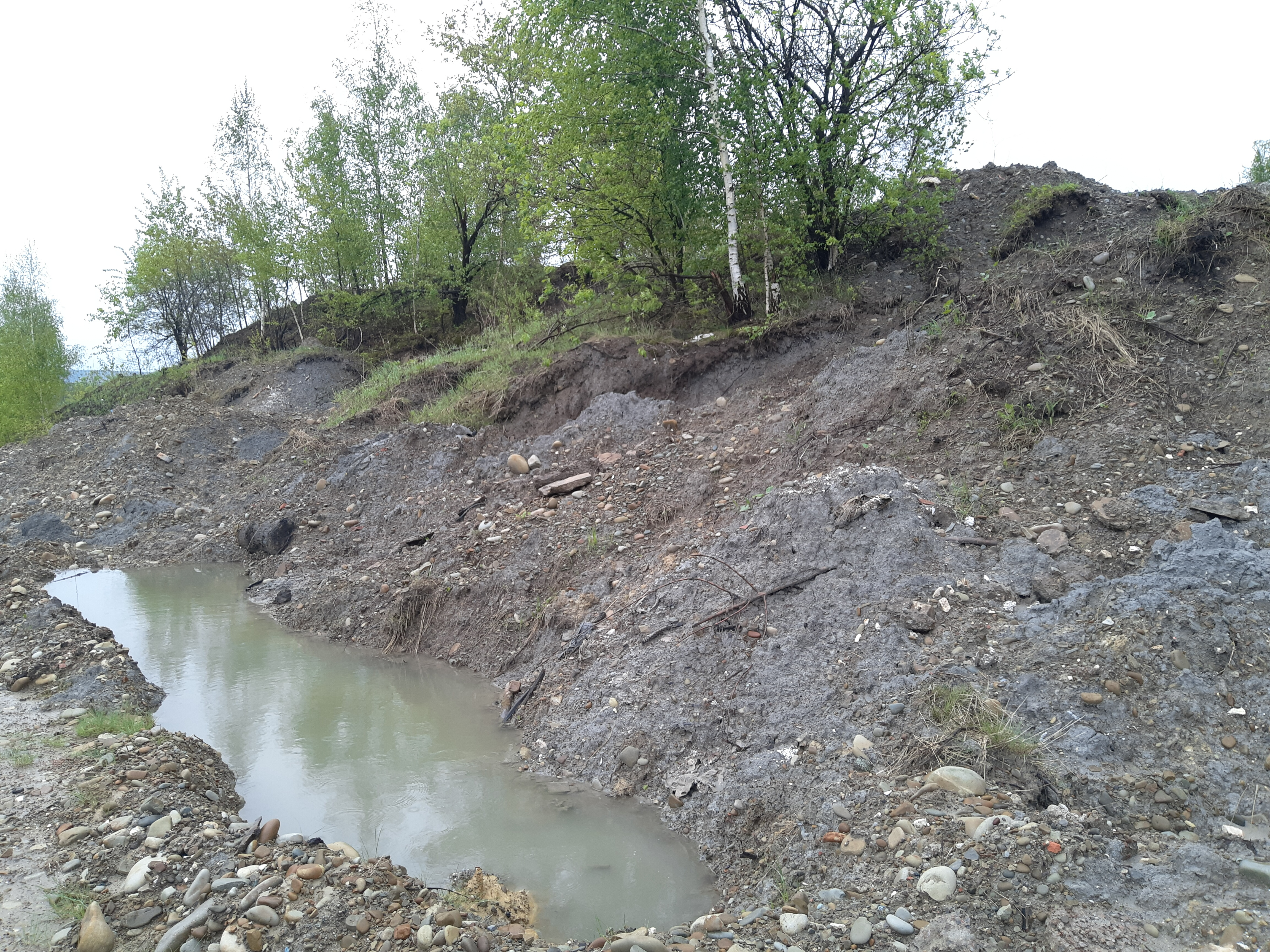
Видобуток металобрухту з териконів
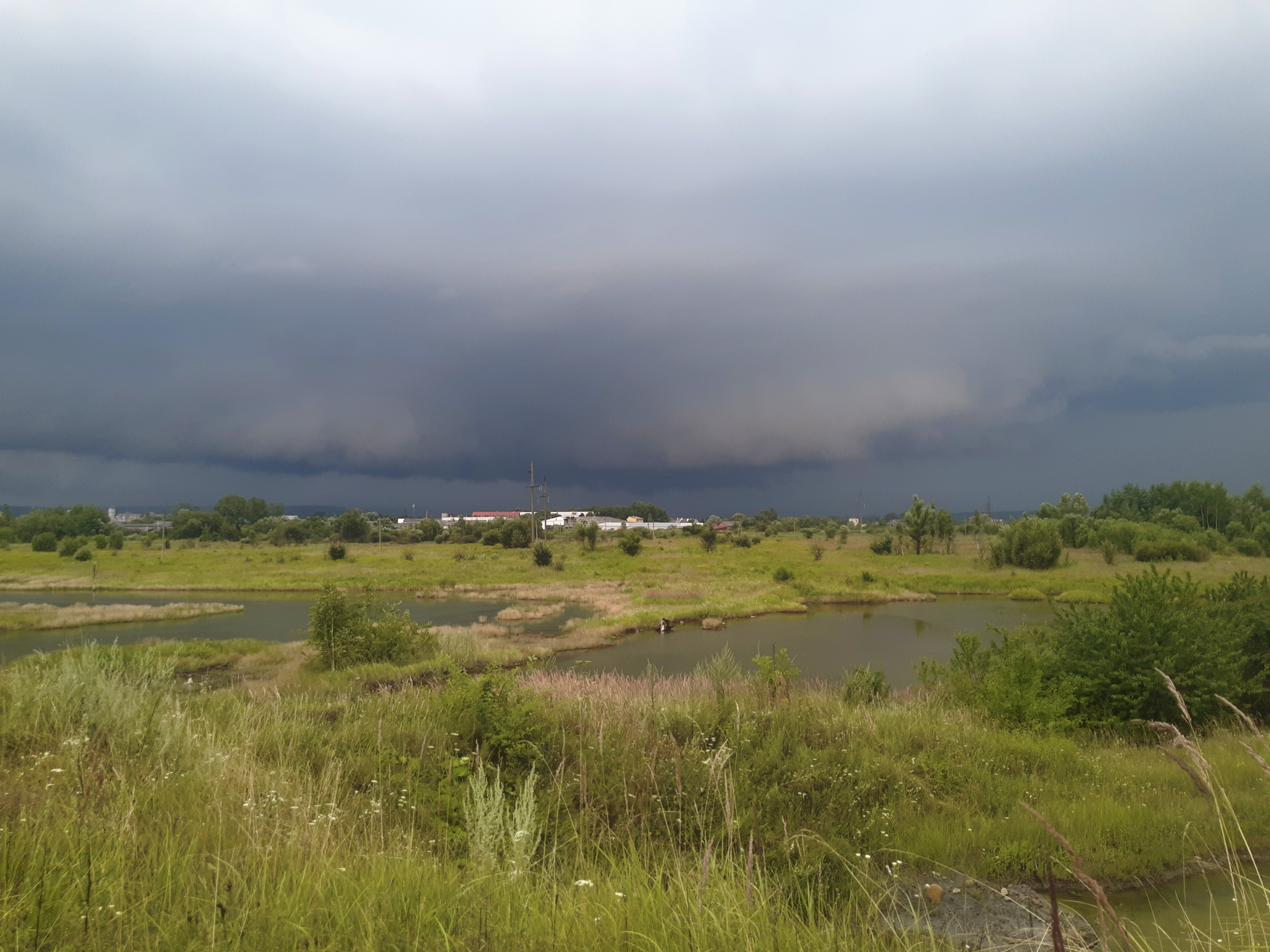
Наближення грози до міста. Вид з териконів (літо 2020 року)

### Солоні потоки з териконів

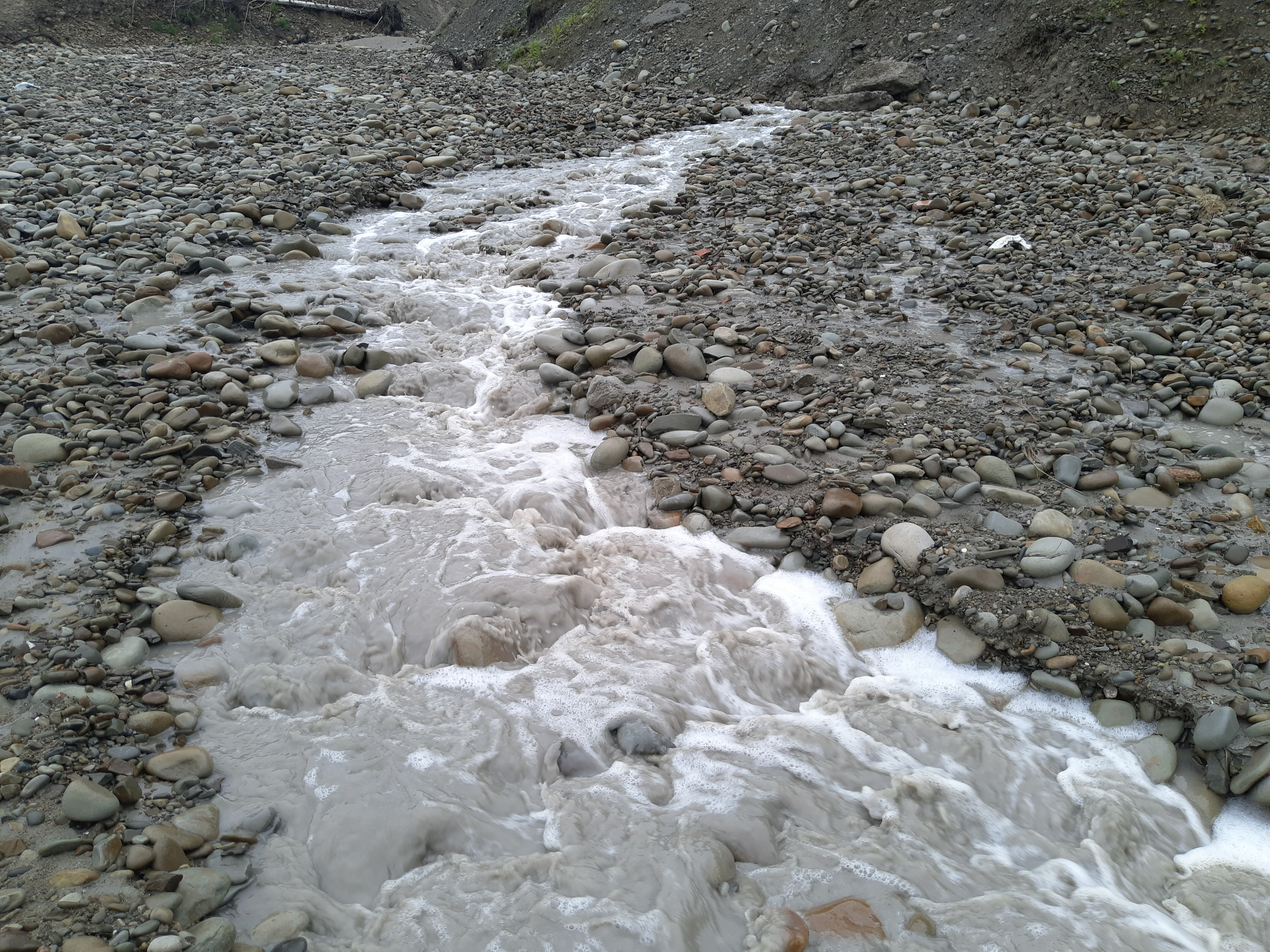
Солоний струмок
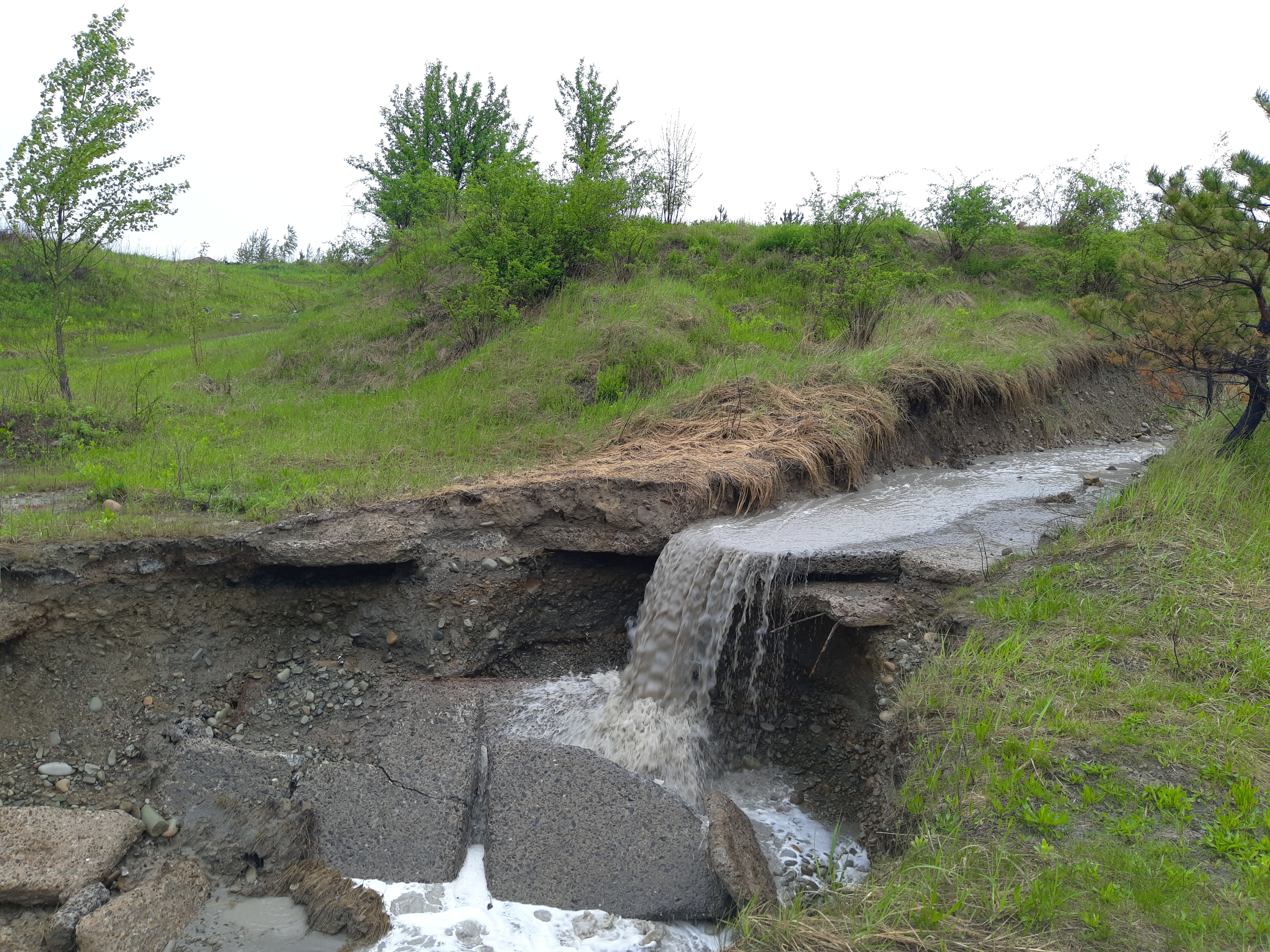
Солоний водоспад, що стікає з териконів
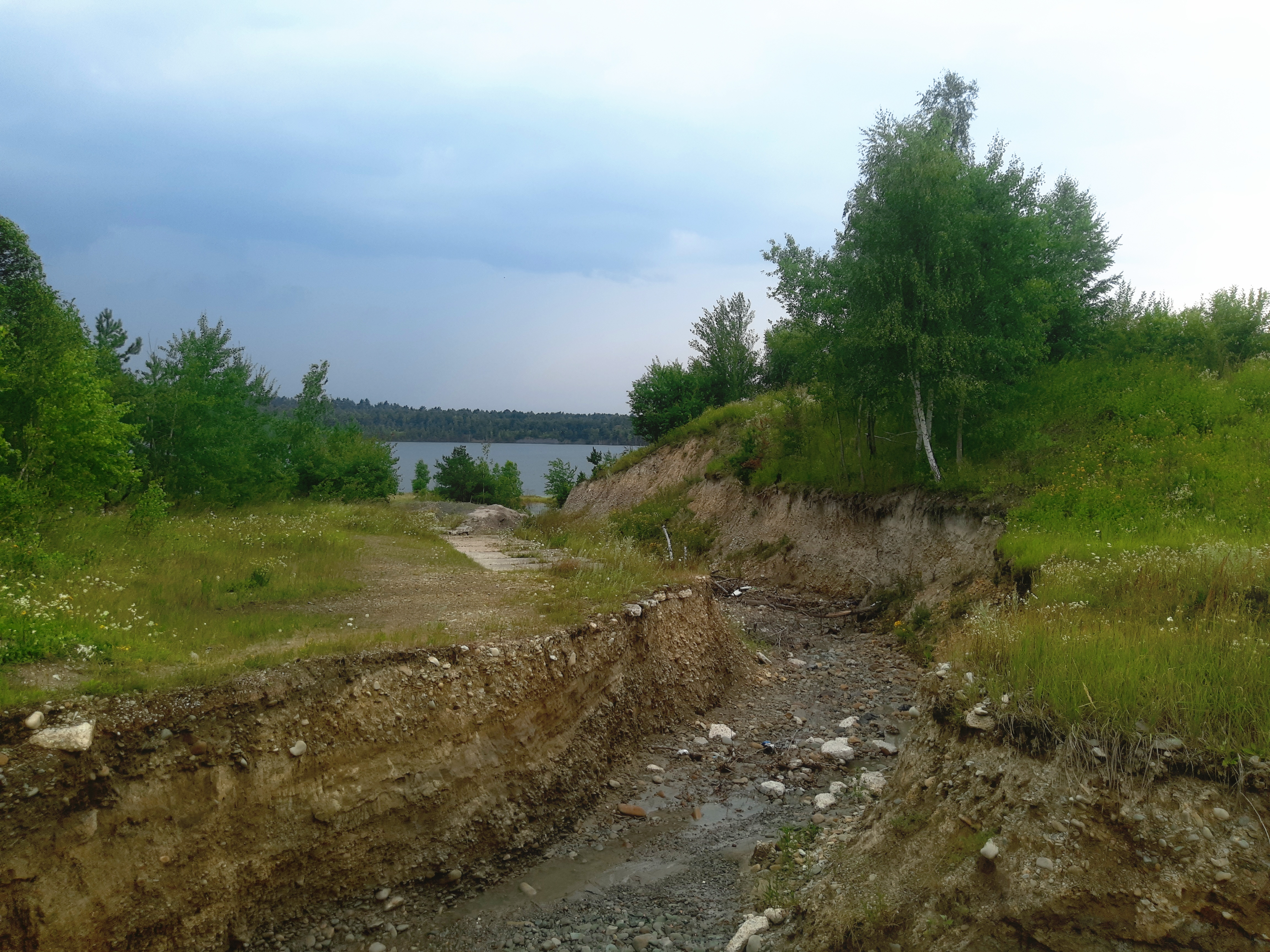
Глибоий яр, утворений постійним соляним потоком з териконів

### Затоплення нових територій

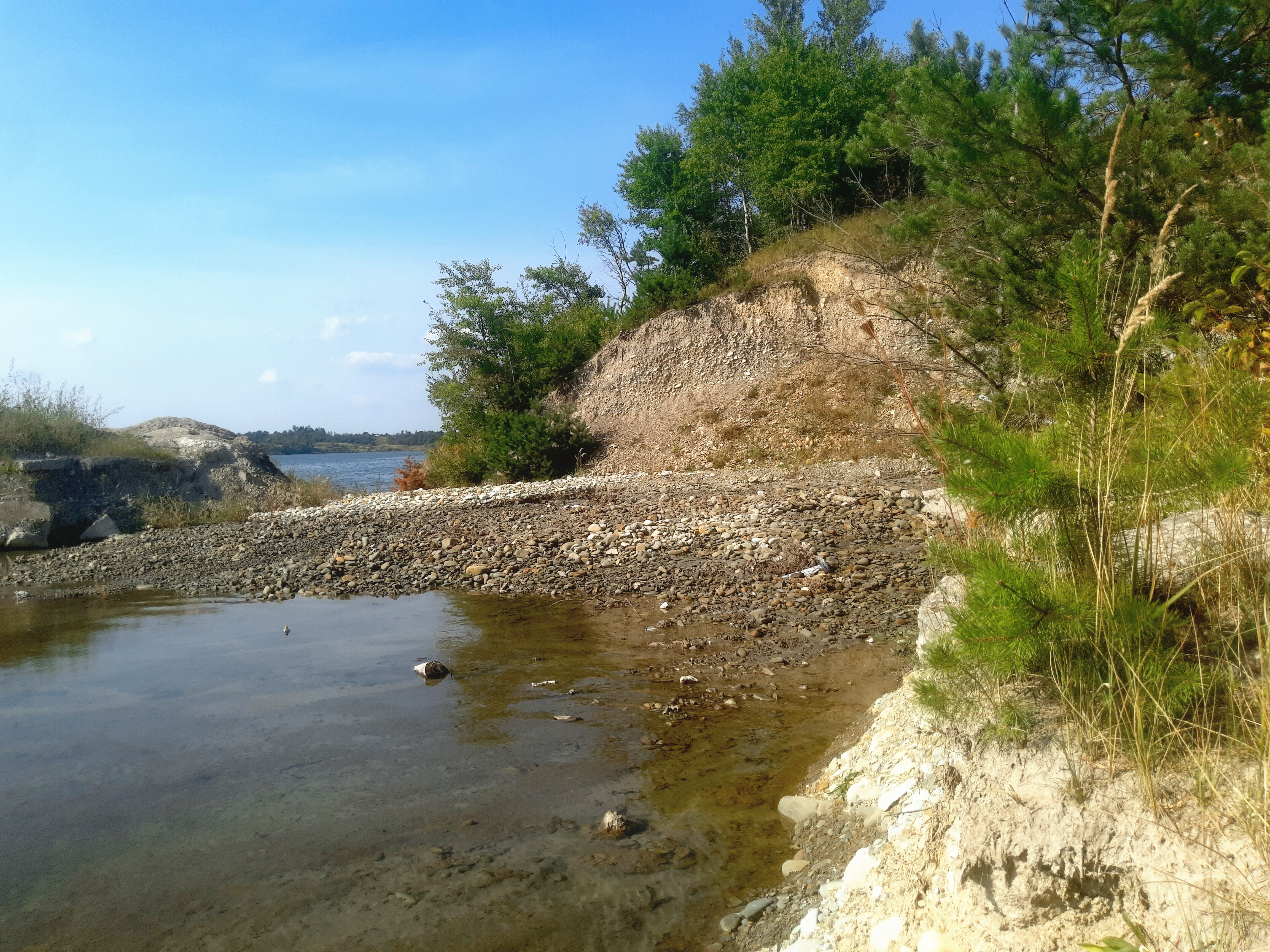
Ерозійні процеси на східному борті
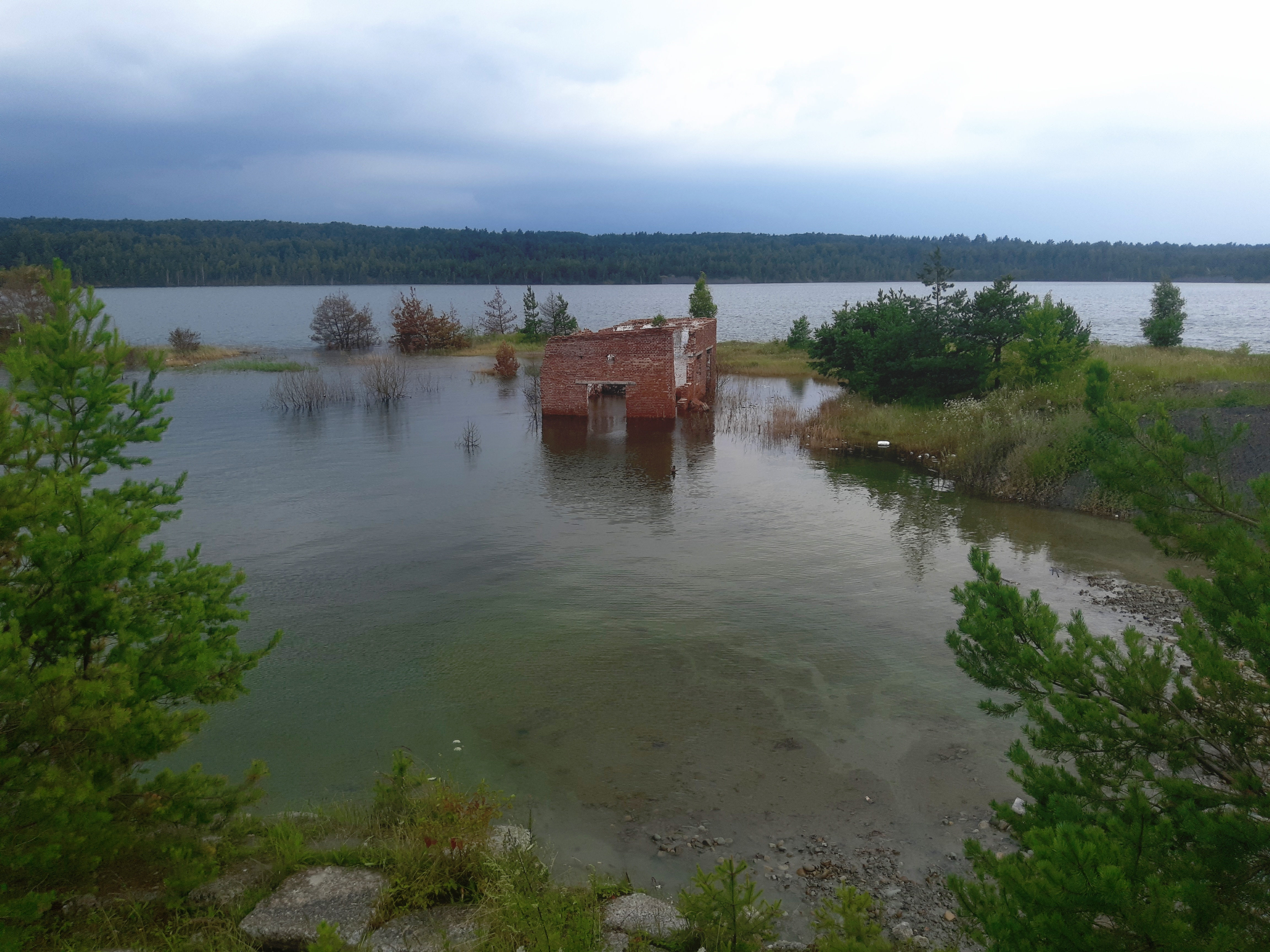
Затоплена насосна станція
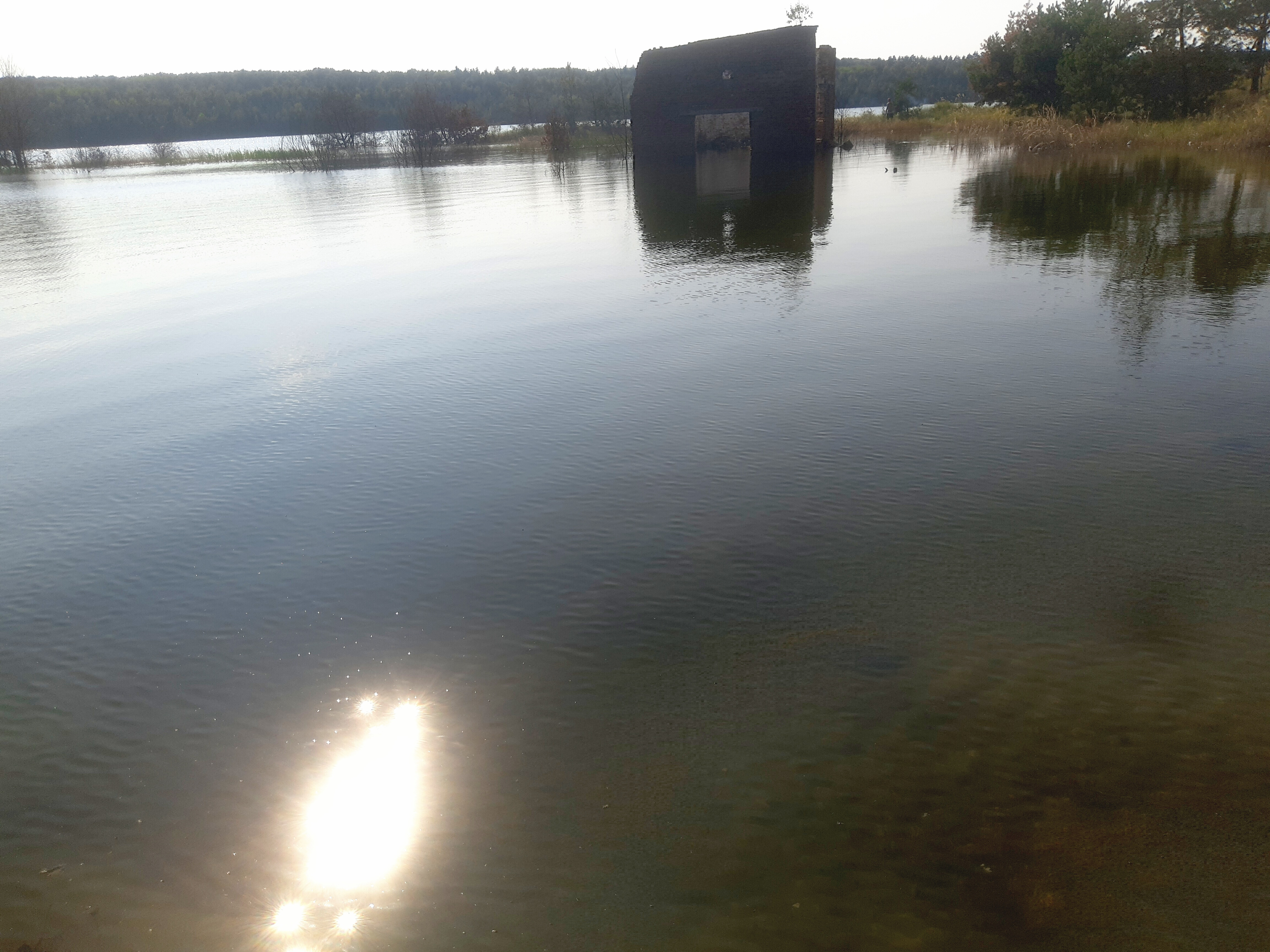
Затоплена насосна станція
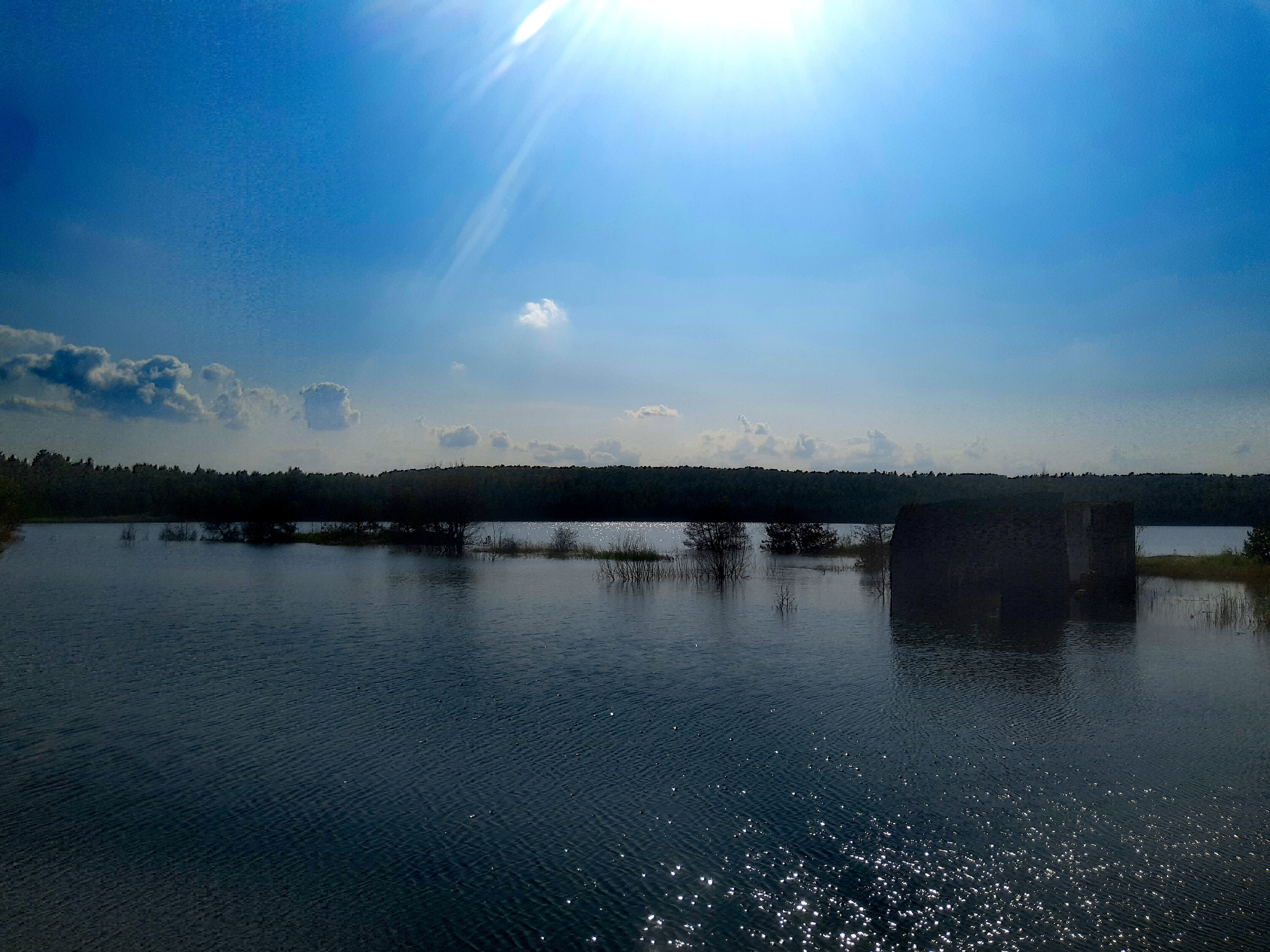
Затоплення насосної станції
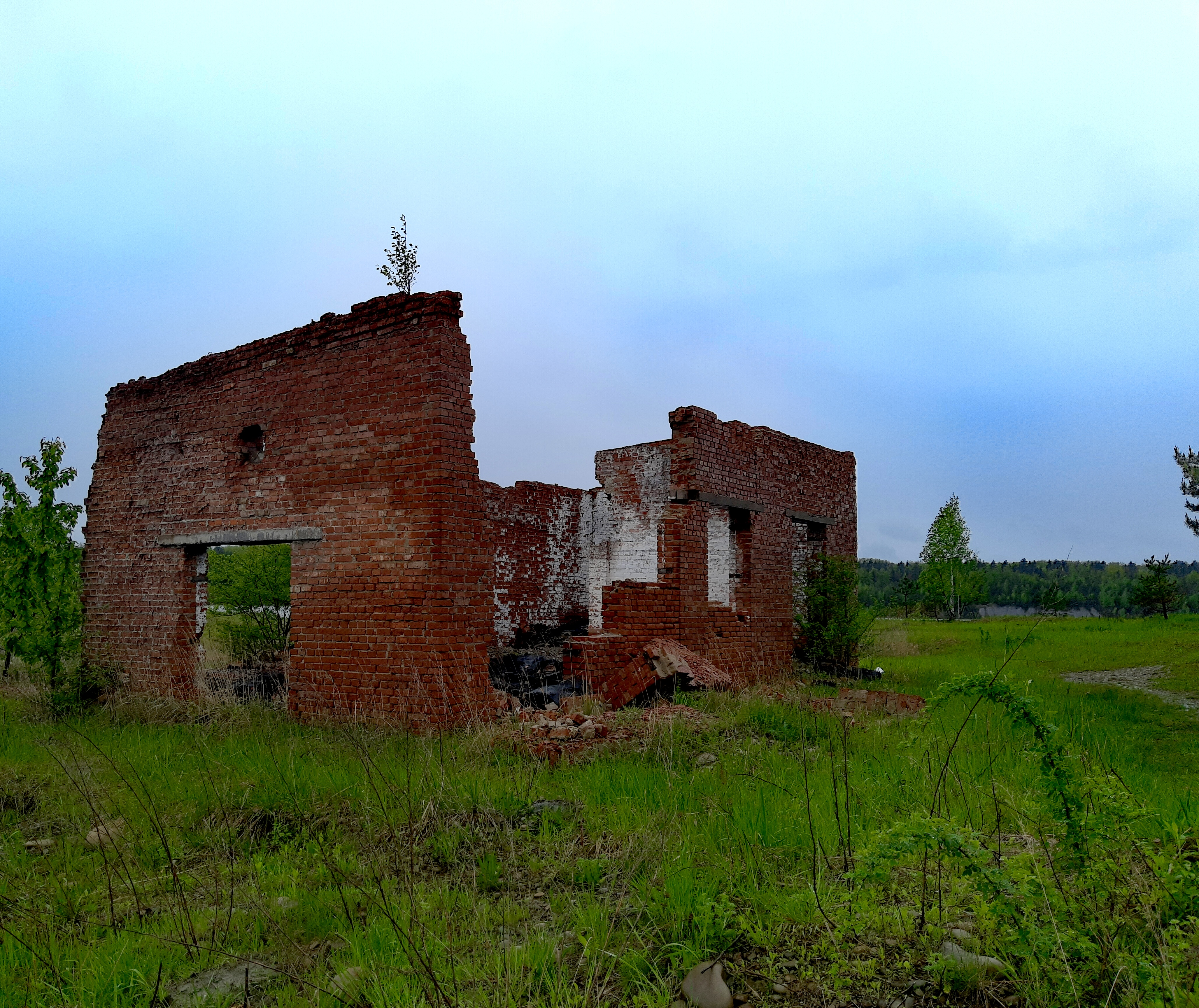
Насосна станція до затоплення
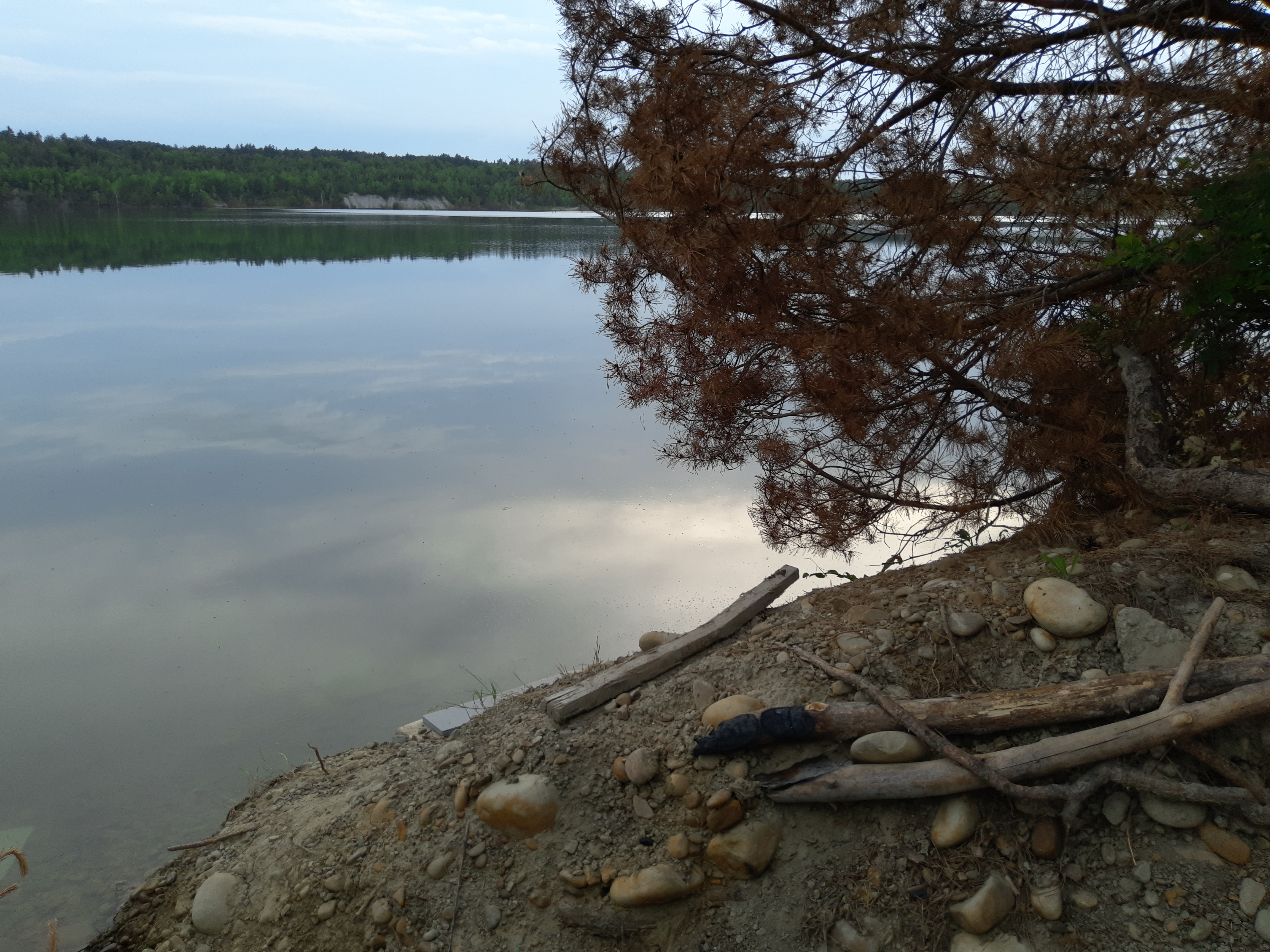
Підтоплення соснових дерев на східному борті
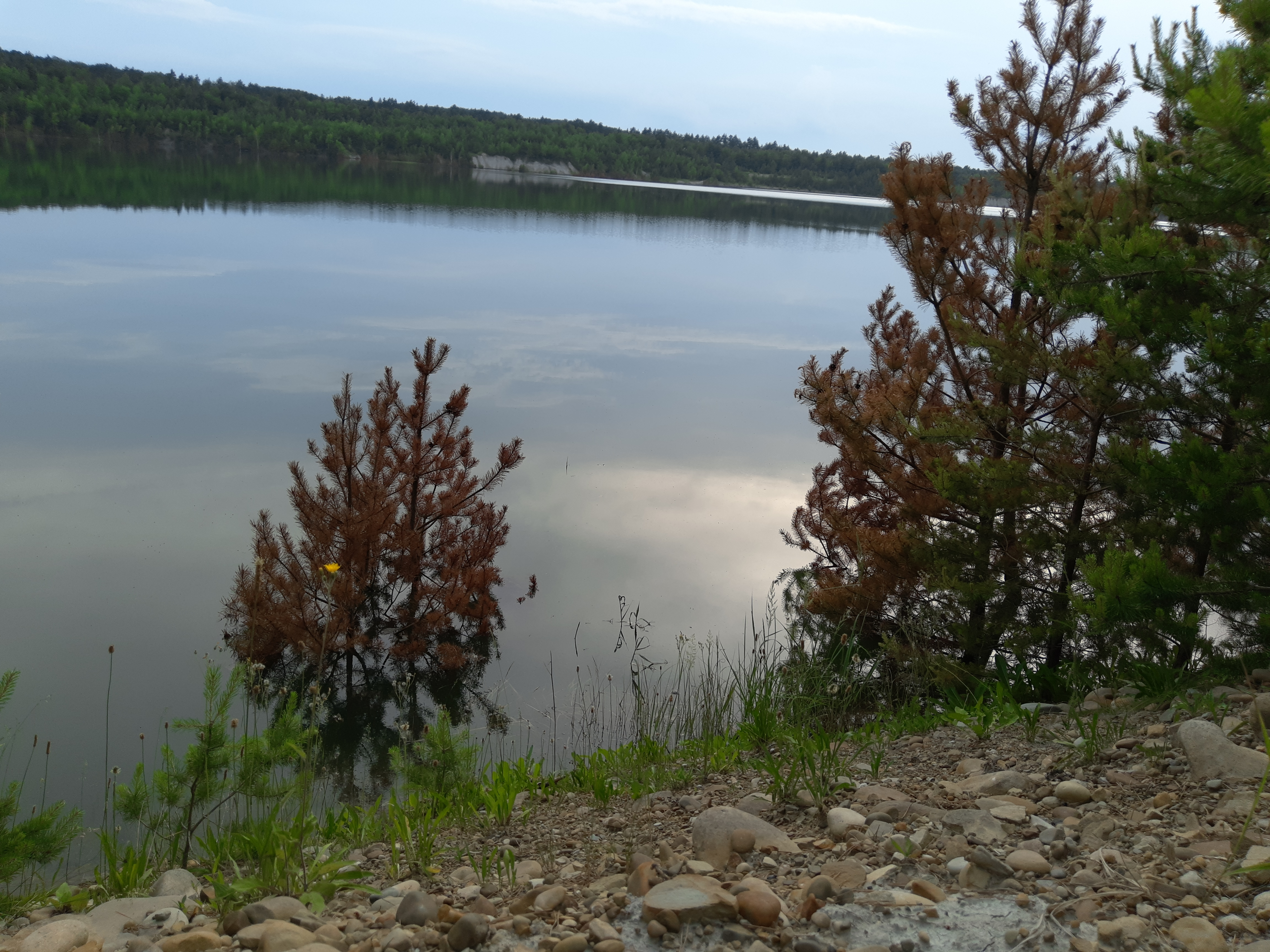
Засихання сосен, затоплених соленими водами озера
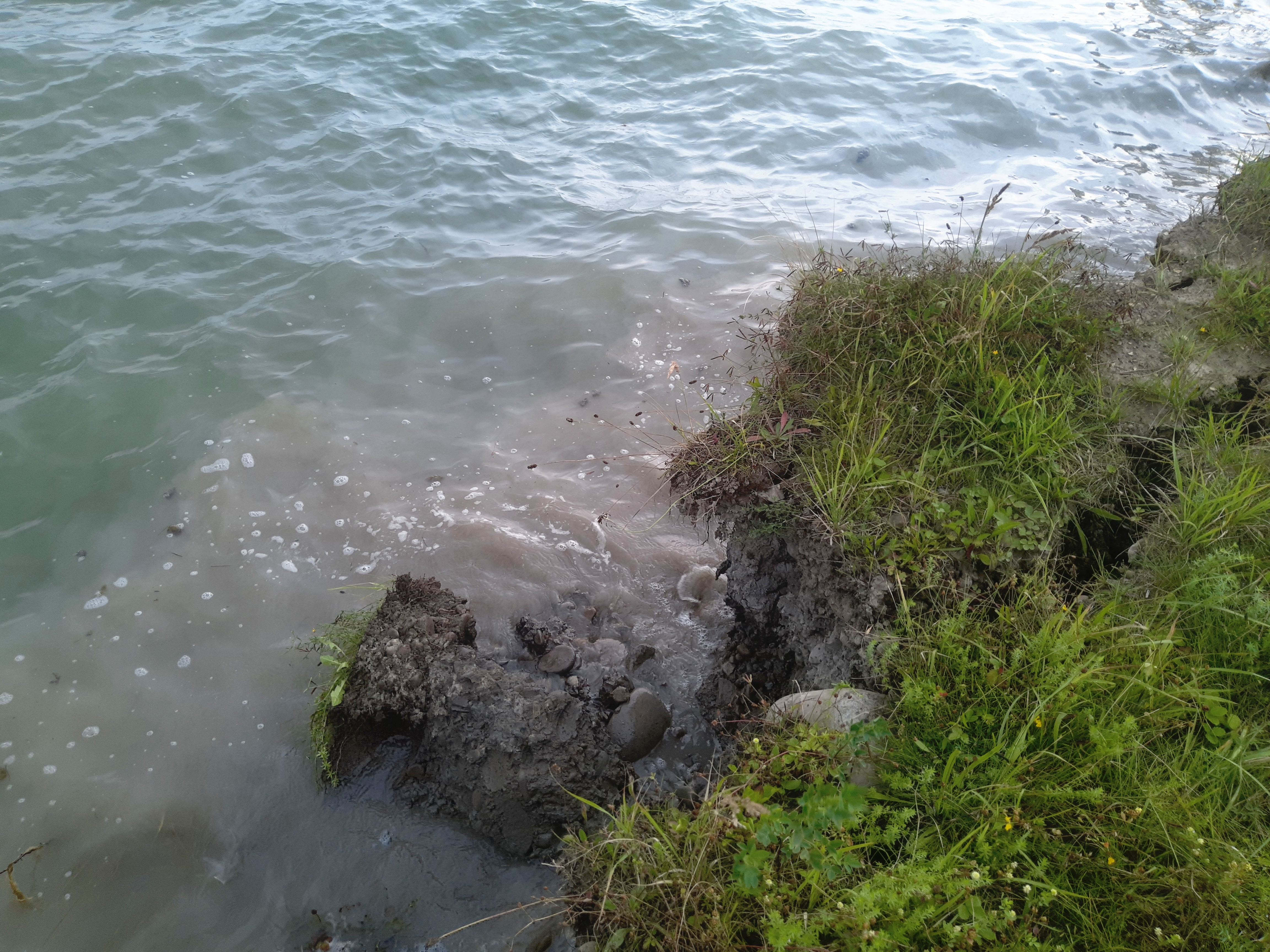
Руйнування берегової лінії східного борту
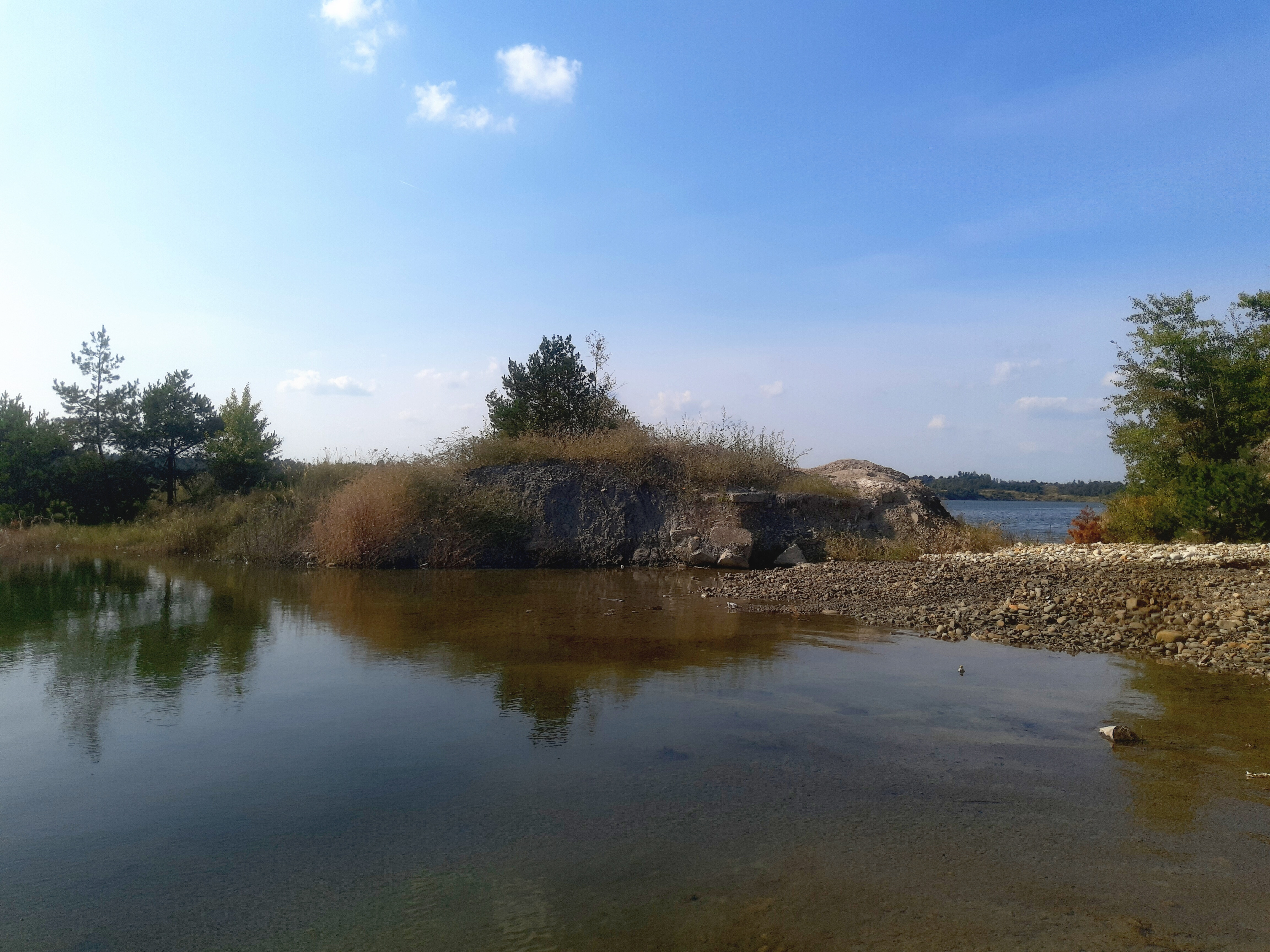
Новоутворений острів на східному борті

### Краєвиди озера

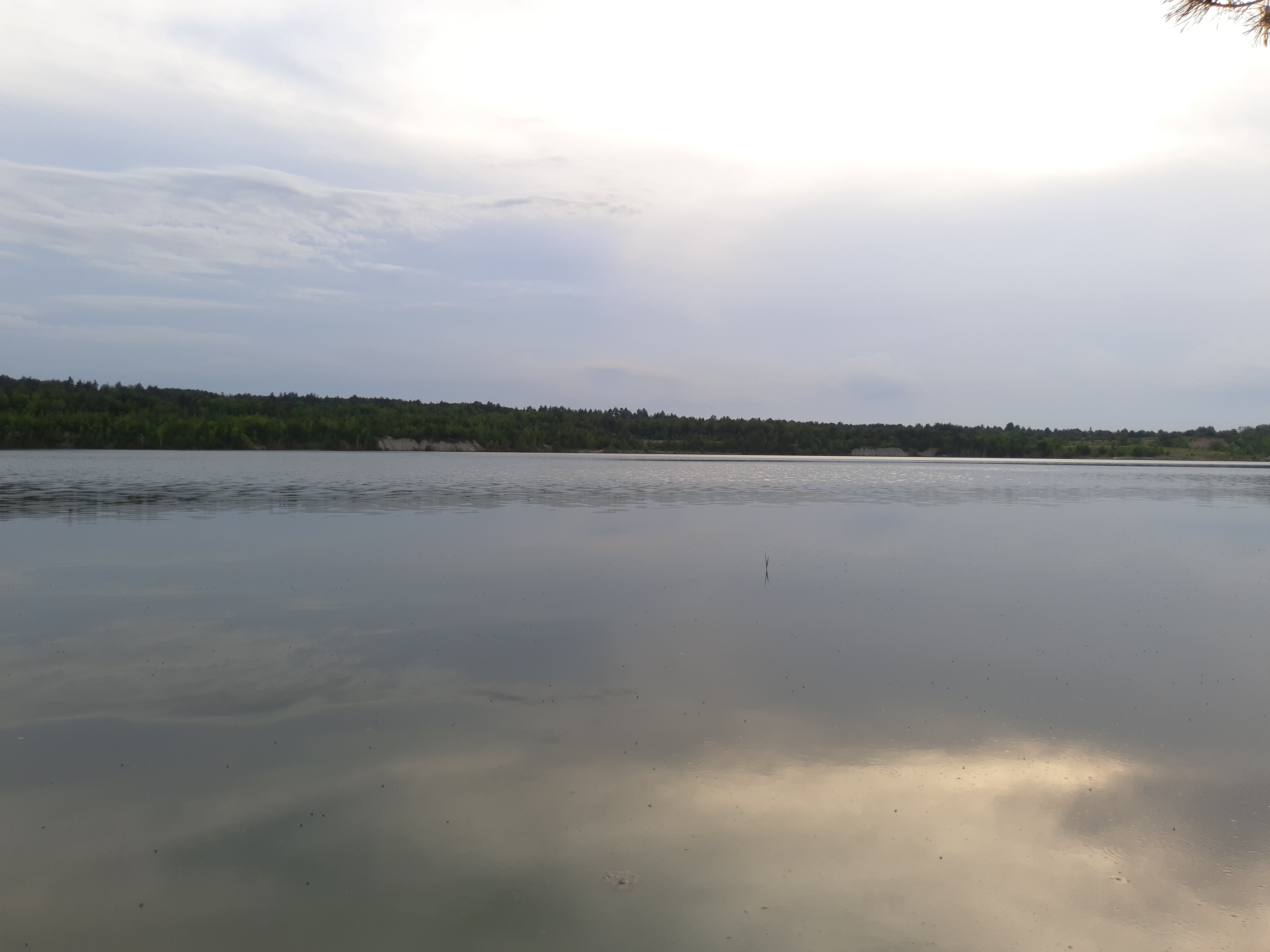
Плесо кар'єрного озера в безвітряну погоду
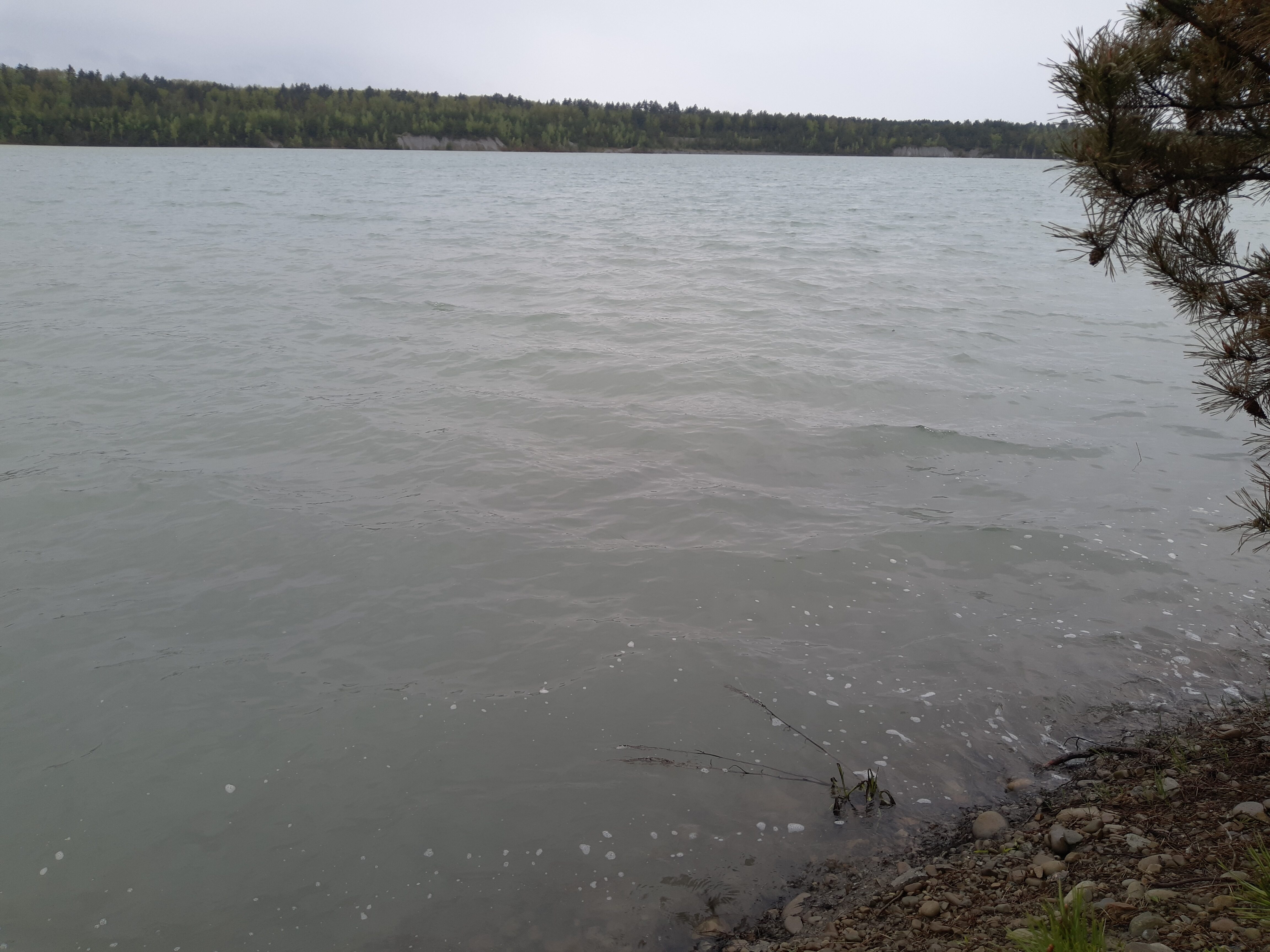
Кар'єрне озеро після травневих злив у 2019 році
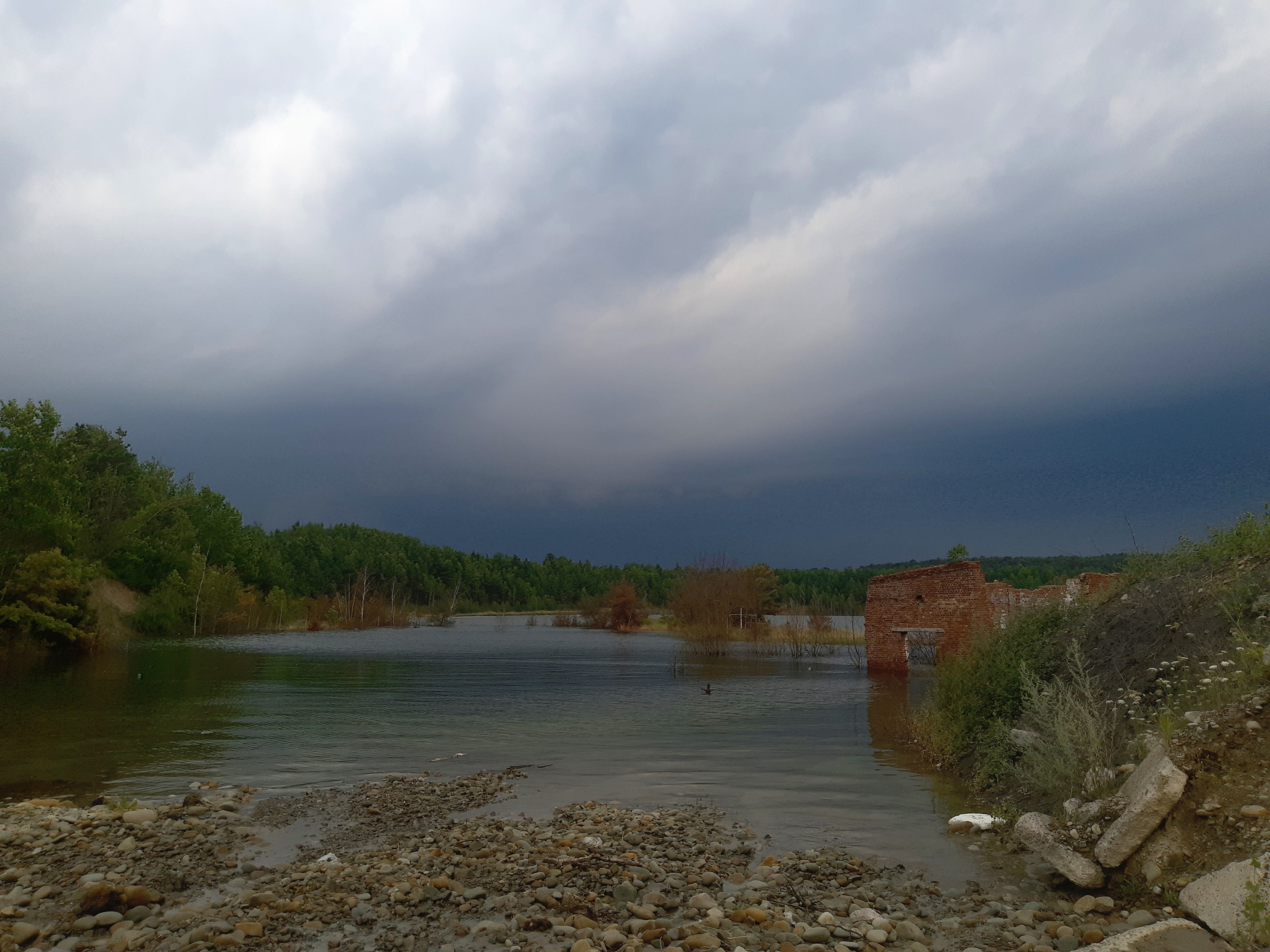
Наближення грози до Домбровського кар'єру (літо 2020 року)
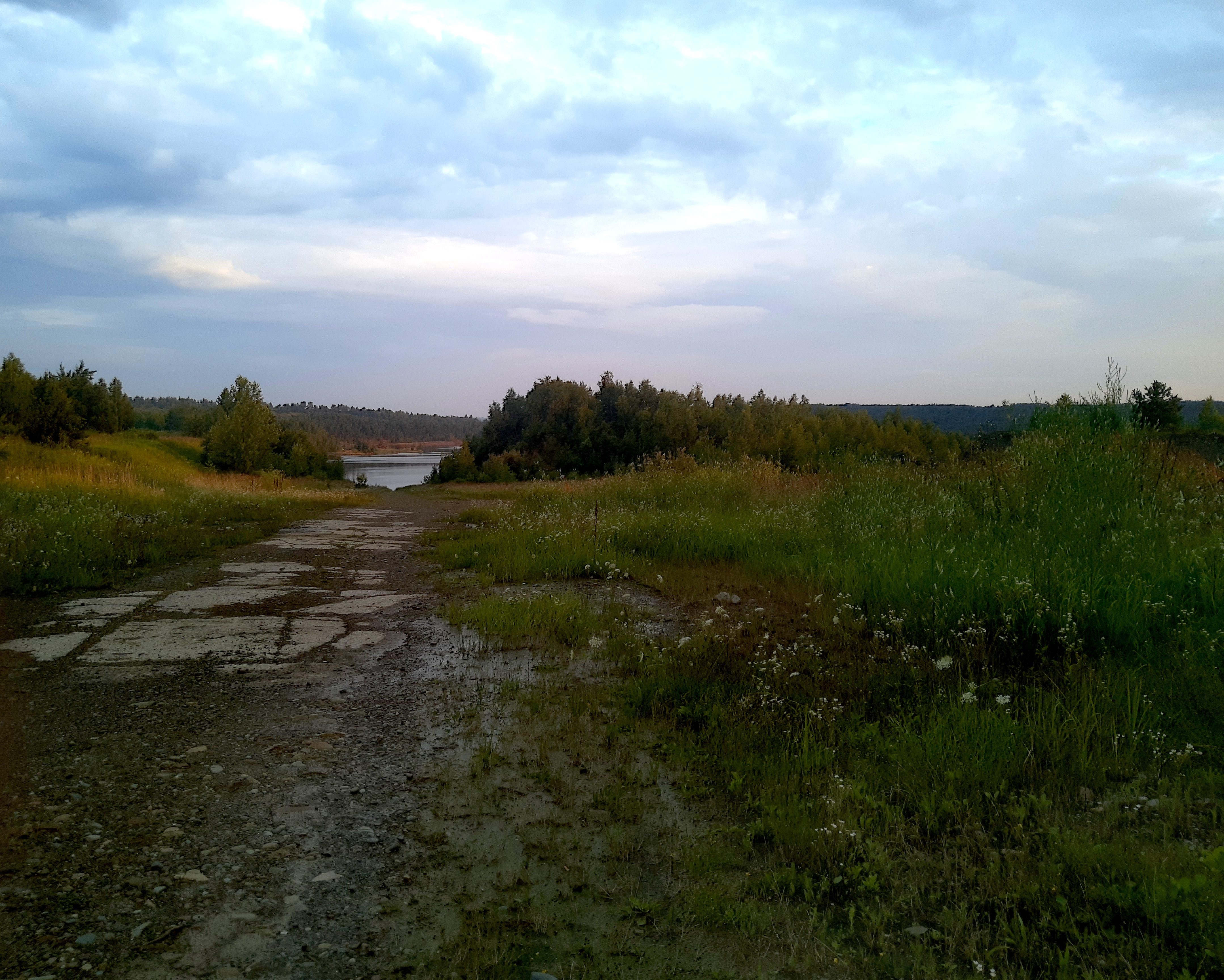
Вид з бетонної дороги на озеро Домбровського кар'єру

### Обвідний канал

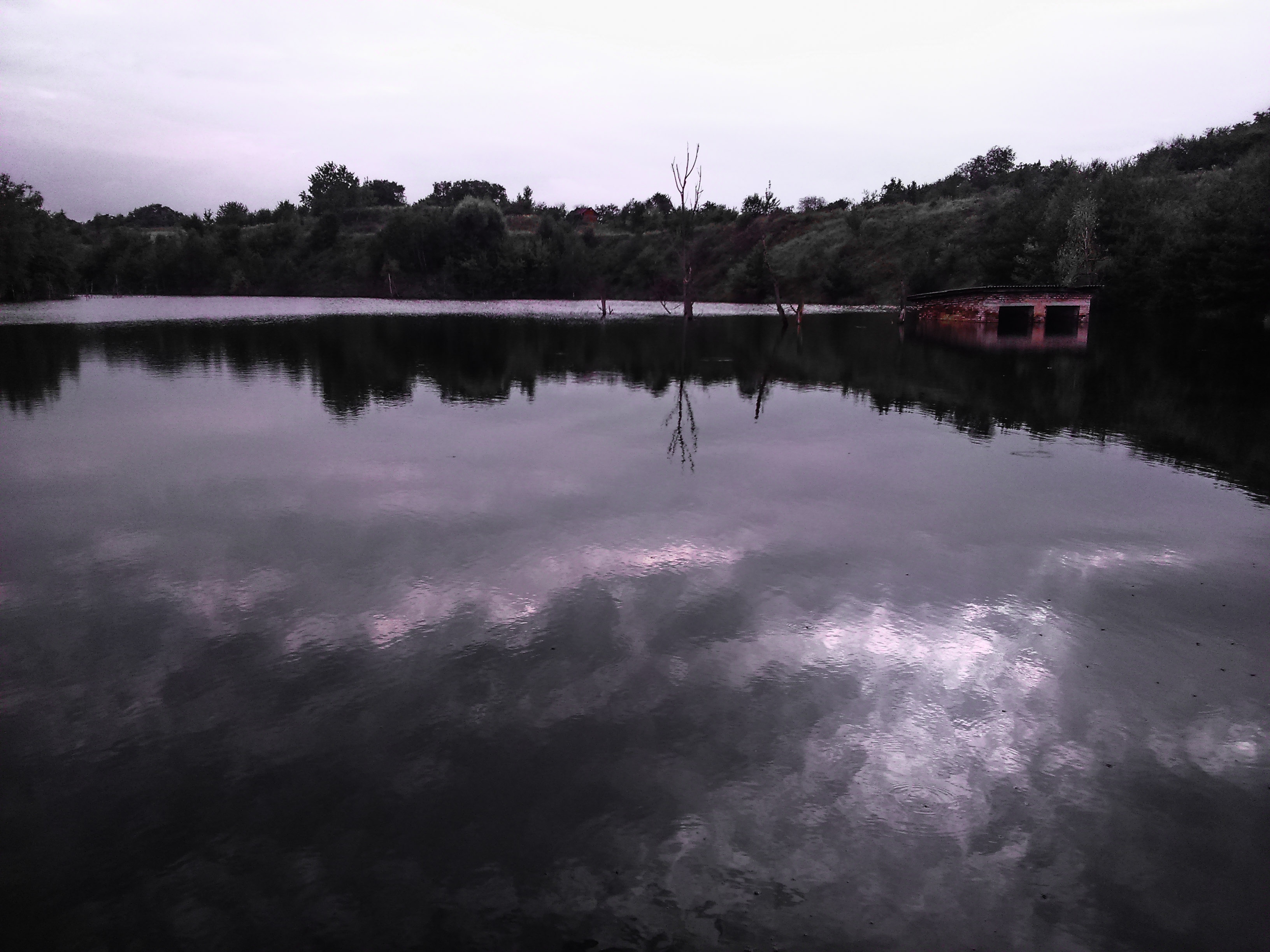
Обвідний канал (західний_борт)
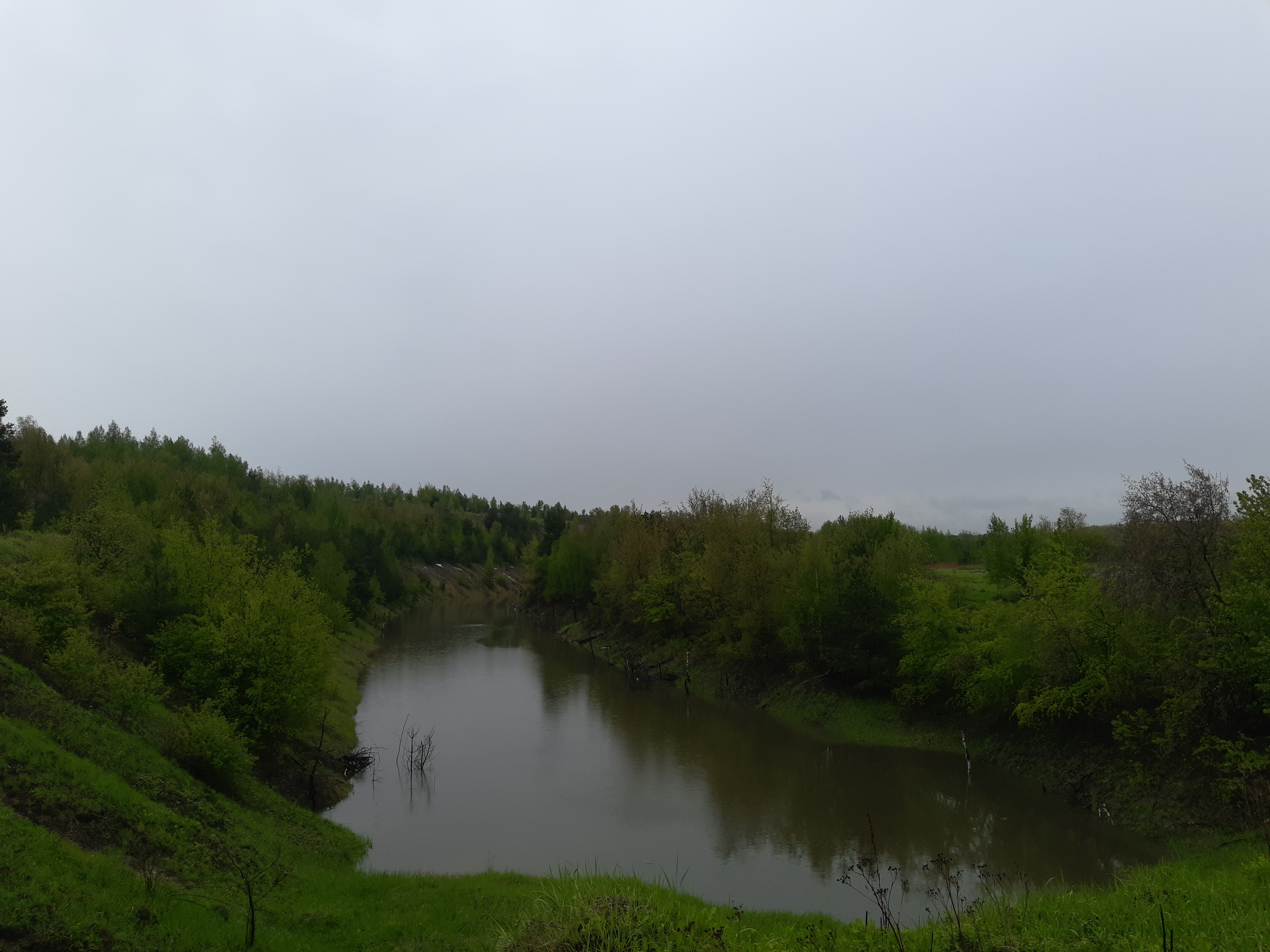
Обвідний канал (східний борт)

### Рослинний світ

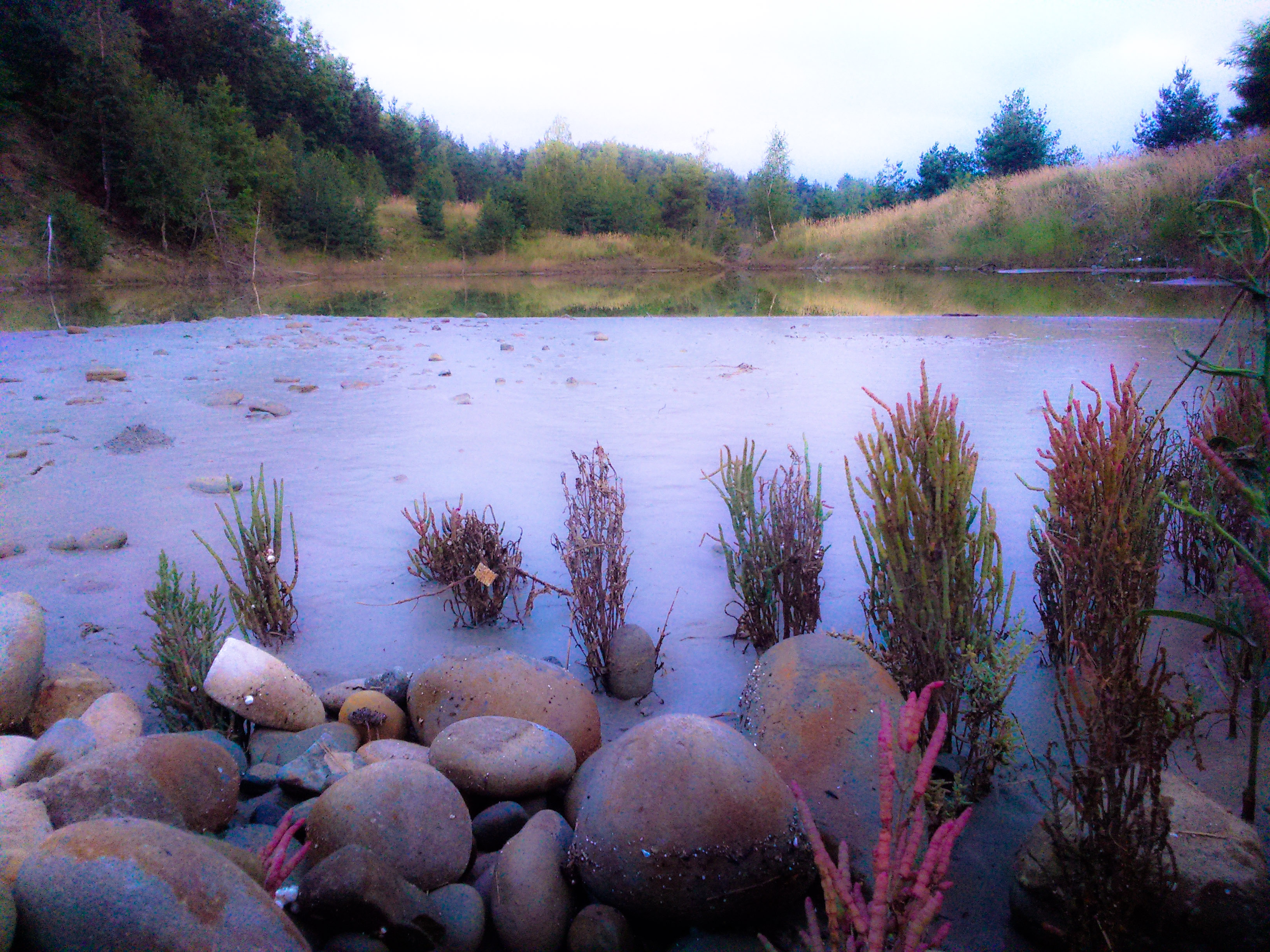
Солонець трав'янистий на болотистих підніжжях кар'єрних териконів